# Петрова, Полина Владимировна
Поли́на Влади́мировна Петро́ва (; род. 1 апреля 1971, Минск) — белорусская кёрлингистка.

## Достижения
- Чемпионат Беларуси по кёрлингу среди смешанных команд: золото (2017), бронза (2016, 2018).
- Чемпионат Беларуси по кёрлингу среди смешанных пар: золото (2015), серебро (2019).

## Команды
| Сезон                                               | Четвёртый        | Третий              | Второй              | Первый            | Запасной                             | Турниры                                    |
| --------------------------------------------------- | ---------------- | ------------------- | ------------------- | ----------------- | ------------------------------------ | ------------------------------------------ |
| 2017—18                                             | Daria Bogatova   | Natalia Rudnitskaya | Екатерина Кириллова | Полина Петрова    | Vera Dosava тренер: Василий Тележкин | ЧЕ 2018 (гр. С) (5 место) (общее 22 место) |
| Кёрлинг среди смешанных команд (mixed curling)      |                  |                     |                     |                   |                                      |                                            |
| 2015                                                | Павел Петров     | Екатерина Кириллова | Дмитрий Кириллов    | Полина Петрова    |                                      | ЧМСК 2015 (31 место)                       |
| 2016                                                | Павел Петров     | Полина Петрова      | Дмитрий Рудницкий   | Наталья Рудницкая |                                      | ЧБСК 2016                                  |
| 2017                                                | Павел Петров     | Полина Петрова      | Николай Криштопа    | Евгения Орлис     |                                      | ЧБСК 2017 · ЧМСК 2017 (18 место)           |
| 2018                                                | Павел Петров     | Полина Петрова      | Николай Криштопа    | Евгения Орлис     |                                      | ЧБСК 2018                                  |
| Кёрлинг среди смешанных пар (mixed doubles curling) |                  |                     |                     |                   |                                      |                                            |
| 2015—16                                             | Павел Петров     | Полина Петрова      |                     |                   | тренер: Александр Орлов              | ЧБСП 2015 · ЧМСП 2016 (26 место)           |
| 2016—17                                             | Павел Петров     | Полина Петрова      |                     |                   |                                      | ЧБСП 2016 (4 место)                        |
| 2018—19                                             | Николай Криштопа | Полина Петрова      |                     |                   |                                      | ЧБСП 2019                                  |

(скипы выделены полужирным шрифтом)